# Phụ nữ ở Tchad
Phụ nữ ở Chad, một quốc gia không giáp biển ở Trung Phi, là trụ cột chính của nền kinh tế  nông nghiệp và họ đông hơn đàn ông.
Phụ nữ phải đối mặt với sự phân biệt đối xử và bạo lực. Sự cắt xén bộ phận sinh dục nữ, trong khi về mặt kỹ thuật là bất hợp pháp, vẫn còn được thực hiện rộng rãi. Các vụ giết người, đánh đập, tra tấn và cưỡng hiếp đã được các lực lượng an ninh và các hành vi lạm dụng khác gây ra mà gần như "không hề" bị trừng phạt. Tổ chức Ân xá Quốc tế đã báo cáo rằng "Sự bất an lan rộng ở miền đông Chad đã gây hậu quả đặc biệt nghiêm trọng cho phụ nữ, những người bị lạm dụng nhân quyền nghiêm trọng, bao gồm hãm hiếp, trong suốt các cuộc tấn công vào những ngôi làng" của dân quân Janjawid từ Sudan.

## Giáo dục
Mặc dù những nỗ lực của chính phủ, mức độ giáo dục tổng thể vẫn thấp vào cuối thập kỷ độc lập đầu tiên. Vào năm 1971, khoảng 99% phụ nữ trên mười lăm tuổi không thể đọc, viết, hay nói tiếng Pháp, là ngôn ngữ chính thức duy nhất của quốc gia lúc đó; tỷ lệ biết đọc biết viết bằng tiếng Ả Rập đứng ở mức 7,8 phần trăm. Năm 1982, tỷ lệ biết đọc biết viết chung chiếm khoảng 15%. Các vấn đề chính đã cản trở sự phát triển của nền giáo dục từ khi độc lập. Tài chính đã rất hạn chế. Các cơ sở và nhân viên bị hạn chế cũng đã gây khó khăn cho hệ thống giáo dục để cung cấp hướng dẫn đầy đủ. Tình trạng quá tải là một vấn đề lớn; một số lớp học có đến 100 sinh viên, nhiều sinh viên là những người học lại. Trong những năm sau khi độc lập, nhiều giáo viên tiểu học chỉ có trình độ thấp. Ở cấp trung học, tình hình còn tồi tệ hơn.
Năm 2004, 39,6% trẻ em từ 5 đến 14 tuổi đi học. Cơ hội giáo dục cho trẻ em gái còn hạn chế, chủ yếu là do truyền thống văn hóa. Ít con gái đăng ký học trung học hơn nam, chủ yếu là do kết hôn sớm. Năm 1999, 54,0 phần trăm trẻ em bắt đầu học tiểu học đạt đến lớp 5.

## Nạn buôn người
Chad là một quốc gia nguồn gốc và đích đến cho nạn buôn bán trẻ em, đặc biệt là điều kiện lao động cưỡng bức và mại dâm cưỡng bức. Vấn đề buôn bán của quốc gia chủ yếu là nội bộ và thường xuyên liên quan đến việc cha mẹ giao phó trẻ em cho người thân hoặc người trung gian để đổi lấy lời hứa về giáo dục, học nghề, hàng hóa hoặc tiền bạc; bán hoặc trao đổi trẻ em trở thành dịch vụ tự nguyện trong nước được sử dụng như một phương tiện sống sót của các gia đình đang muốn cắt giảm số lượng miệng ăn. Các bé gái thành niên ở Chad thường đi đến các thị trấn lớn hơn để tìm kiếm công việc, một số nơi đó sau đó bị vấn nạn mại dâm. Một số cô gái buộc phải kết hôn trái với ý muốn của họ, bị bán bởi chồng của họ để trở thành công chức tự nguyện trong nước hoặc lao động nông nghiệp. Trong các giai đoạn báo cáo trước đây, những kẻ buôn người vận chuyển trẻ em từ Cameroon và CAR đến các vùng sản xuất dầu của Chad để khai thác tình dục thương mại; không rõ việc này có tồn tại đến năm 2009.

## Cắt xén bộ phận sinh dục nữ
Theo một báo cáo của Liên Hợp Quốc năm 1995, 60% phụ nữ Chad đã bị cắt xén bộ phận sinh dục nữ. Thủ tục này là một nghi thức truyền thống của việc thông qua đạo luật cho một cô gái bắt đầu vào tuổi trưởng thành và nó được theo sau bất kể định hướng tôn giáo. Nó được phổ biến như nhau giữa người Hồi giáo, Kitô hữu và động vật học. Những người đạt đến tuổi trưởng thành mà không bị cắt xén thường tránh nó trong cuộc sống của họ. [10] Hơn 80 phần trăm các cô gái ở Chad bị cắt xén bộ phận sinh dục đã bị cắt từ năm 5 đến 14 tuổi. [11]